# Anta da Tapada dos Matos
Die Anta da Tapada dos Matos, auch bekannt als Anta dos Mosteiros, ist eine Megalithanlage etwa 1,2 km westlich Póvoa e Meadas, in der Gemeinde (portugiesisch Freguesia) Nossa Senhora da Graça de Póvoa e Meadas im Kreis (portugiesisch Concelho) Castelo de Vide, Distrikt Portalegre im nordöstlichen Alentejo.
Anta, Mámoa, Dolmen, Orca und Lapa sind die in Portugal geläufigen Bezeichnungen für die ungefähr 5000 Megalithanlagen, die während des Neolithikums im Westen der Iberischen Halbinsel von den Nachfolgern der Cardial- oder Impressokultur errichtet wurden.

## Denkmalpflege
1959 wurde die Anlage erstmals von Georg und Vera Leisner beschrieben und in den Jahren 1994 und 1995 im Zuge von Restaurierungs- und Konservierungsmaßnahmen archäologisch untersucht.
2012 wurde die Anta als Imóvel de Interesse Público eingetragen und geschützt. Gleichzeitig wurde der Bereich im Umkreis von 50 m um die Fundstelle als Zona especial de proteção eingestuft.

## Befund
Die unregelmäßig polygonale Grabkammer mit einem Durchmesser von etwa 5 m wurde durch ehemals acht Tragsteine (Orthostaten) aus Granit gebildet. Sieben der Tragsteine sind noch in situ erhalten, drei von ihnen sind in das Innere der Grabkammer geneigt. Der Deckstein der ca. 3,65 m hohen Grabkammer ist nicht erhalten, doch dürften einige der Granitbruchstücke, die im Inneren der Kammer gefunden wurden, zur ehemaligen Abdeckung gehört haben.
Vom mindestens 8,7 Meter langen Korridor sind noch sechs seitliche Tragsteine in situ erhalten. Die Breite des Korridors liegt bei 1,7 m bei einer Höhe von etwa 1,46 m. Bisher ergaben sich keine Hinweise auf eine Abdeckung des Ganges; die ehemalige Überhügelung (Mámoa) der Grabkammer ist jedoch im Gelände deutlich nachweisbar.
Es handelt sich um eines der größten Megalithgräber, die im nordöstlichen Alentejo bekannt geworden sind.
Im Zuge der Ausgrabungen wurde ein Silo im anstehenden Gestein beobachtet, das von dem Grab überlagert wurde und auf eine ältere Siedlung am selben Platz schließen lässt. Offen bleibt, ob das Grab bewusst auf dem Areal der Vorgängersiedlung angelegt wurde oder ob die Platzkontinuität eher zufällig ist.

## Funde
Über eventuelle Funde der Grabung von 1994 und 1995 liegen bisher keine Informationen vor.
Die Datierung der Anlage kann daher nur allgemein in den Zeitraum vom 4. bis 3. Jahrtausend v. Chr. erfolgen.